# Готы (субкультура)
Го́ты (англ. Goths, от англ. gothic — готический) — субкультура, распространившаяся в конце 1970-х годов в Великобритании на базе панк-движения. Готическая субкультура достаточно разнообразна и неоднородна, однако для всех её представителей в той или иной степени характерны специфически-мрачный образ, интерес к готической музыке, мистике, чёрному юмору, фильмам и литературе ужасов. Будучи изначально молодёжной, сейчас в мире субкультура представлена людьми в том числе и старшего возраста.

## Описание
Развитие готической субкультуры было тесно связано с эволюцией музыкального жанра готик-рок. Своего расцвета она достигла в первой половине 1980-х годов, когда широкую популярность обрели такие исполнители, как Siouxsie and the Banshees, The Cure, Bauhaus и другие. Существенное влияние на формирование готики оказал лондонский клуб Batcave. К 1983 году уже можно было говорить о том, что новая субкультура окончательно утвердилась.
Во второй половине 1980-х и в течение 1990-х годов готическая субкультура приобрела значительную известность, что привело к её разделению на несколько относительно независимых течений. Несмотря на это, она продолжила развиваться и в наши дни представляет собой неоднородную, разветвлённую систему отдельных направлений. На сегодняшний день готическая субкультура распространена преимущественно в Европе и Северной Америке, в меньшей степени — в Азии и Австралии. Она обладает развитой социальной и информационной инфраструктурой — издаются тематические журналы, поддерживаются сайты, регулярно проводятся готические музыкальные фестивали.
Основными составляющими субкультуры являются готическая мода и готическая музыка. Готическая мода весьма разнообразна и включает ряд специфических направлений, однако общими чертами для большинства из них являются преобладание чёрного цвета в одежде, специфическая атрибутика и особый макияж. К готической музыке обычно относят готик-рок, дэт-рок и дарквейв, однако это понятие может также включать некоторые производные жанры, например, готик-метал. На развитие готики повлияли определённые произведения литературы и кинематографа, а позднее сами элементы субкультурной эстетики начали проникать в массовое искусство. Особо тесно готическая субкультура связана с вампирской тематикой.
Одной из психологических основ готического движения был «пассивный», эстетический протест против господствующих культурных стереотипов. Для большинства представителей субкультуры характерны некоторые общие черты характера (например, замкнутость), однако никакого единого мировоззрения готы не имеют. Несмотря на то, что готы в целом негативно относятся к современному обществу, они способны успешно в него интегрироваться. Внутри субкультуры сложились свои нормы и стандарты, сформировались определённое отношение к религиозности, особое понимание женственности и мужественности, специфические взгляды на межличностные отношения.
Готическая субкультура постоянно подвергается критике с различных позиций. В средствах массовой информации чаще всего тиражируется искажённый, негативный образ готики; со стороны консервативных общественных кругов и религиозных организаций в адрес субкультуры нередко высказываются различные обвинения, чаще всего не соответствующие истине. Во многих странах, в том числе считающихся развитыми, готы регулярно сталкиваются с враждебностью со стороны окружающих, а порой даже становятся жертвами агрессии.

## История формирования и развития

### Зарождение и развитие (1979—1985)

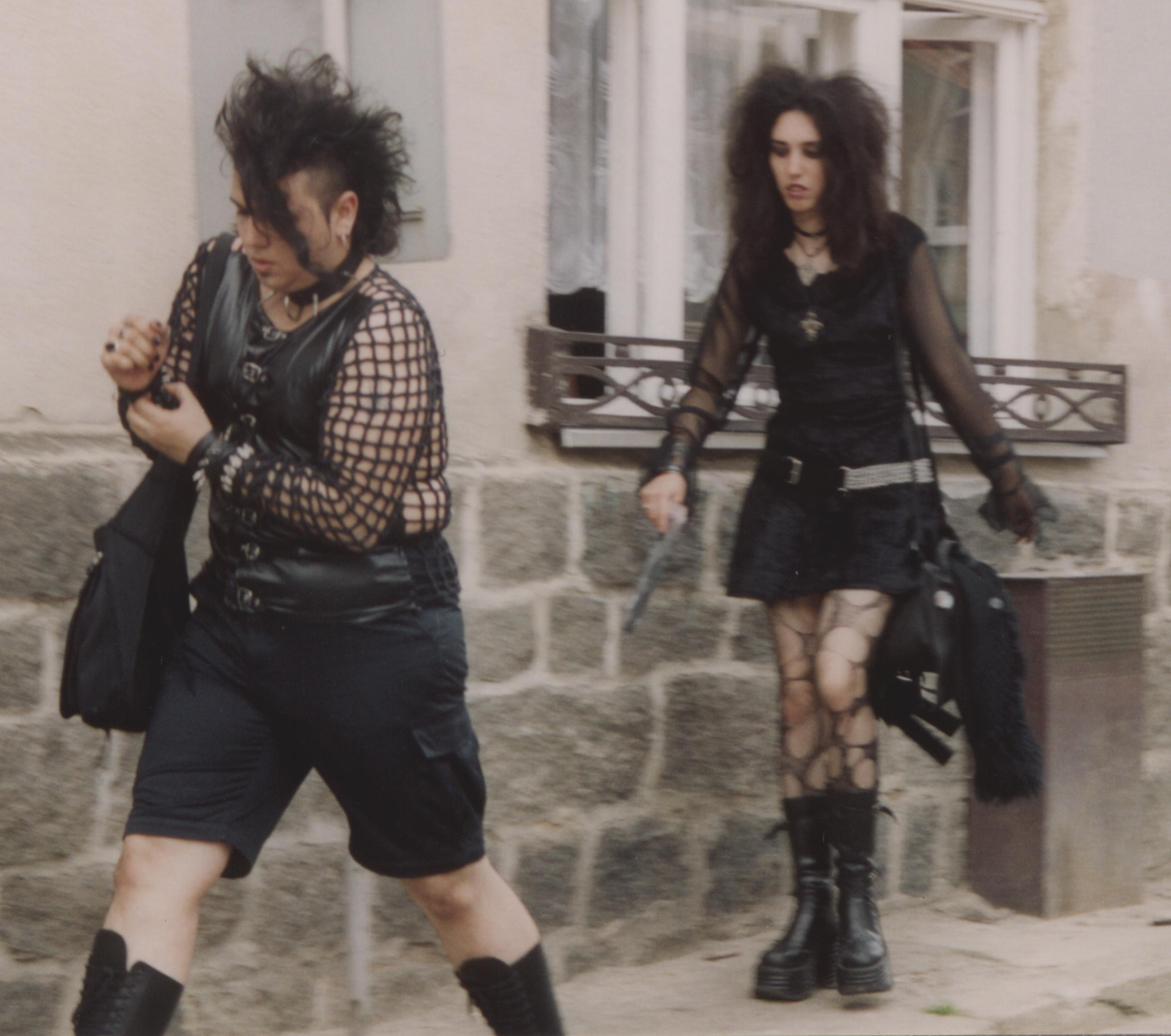
Готическая субкультура долго воспринималась как часть панк-движения, от которого унаследовала многие элементы стиля. На фото — современные готы, придерживающиеся традиционного образа «тёмных панков». Польша, 2003 год

Зарождение готической субкультуры относится к концу 1970-х годов, когда влияние панка в Британии стало ослабевать, и ряд групп (Siouxsie and the Banshees, Wire, Joy Division, PiL и другие) обратились к новому жанру, получившему название «постпанк» Постепенно выделился ряд коллективов, объединённых общими стилистическими особенностями, позднее сформировавших «первую волну» готик-рока, — Bauhaus, Virgin Prunes, Southern Death Cult, Sex Gang Children, Specimen, Ausgang. Единого мнения относительно того, какая группа была первой «действительно готической», нет — первопроходцами жанра называют многих исполнителей, например, Killing Joke или Gloria Mundi; тем не менее, принято считать, что первенство в изобретении нового жанра принадлежит Bauhaus. Среди первых готических записей музыковеды выделяют сингл «Bela Lugosi’s Dead» Bauhaus (1979), альбомы Unknown Pleasures (1979) и Closer (1980) Joy Division, альбомы Join Hands (1979) и Juju (1981) Siouxsie and the Banshees. К 1981 году уже можно было говорить о том, что вокруг этих групп сформировалось новое молодёжное движение — его основу составляли поклонники творчества музыкантов, перенявшие у них отдельные элементы внешнего вида. Вероятно, наиболее важным для готической субкультуры можно считать 1982 год, ознаменованный открытием знаменитого клуба Batcave — некоторые социологи полагают, что именно это событие отметило дату возникновения субкультуры. В том же году вышел альбом Pornography группы The Cure, который современные исследователи считают одной из вершин ранней готической музыки.
Готика долгое время воспринималась как часть панк-движения. Названия субкультуры готов (англ. Goths, англ. Goth subculture) и музыкального жанра готик-рок (англ. Gothic Rock или англ. Goth Rock) появились в английском языке только в ранних 1980-х (хотя Мэллори О’Доннелл утверждает, будто слово Gothic использовалось в прессе ещё в 1967 году). Точное их авторство неизвестно, однако вполне возможно, что эти дефиниции ввели в употребление журналисты изданий Melody Maker и NME, причём изначально они употреблялись в ироническом значении — словом «готический» рецензенты стремились подчеркнуть мрачность и композиционную простоту мелодий, созданных представителями нового жанра. Одной из первых групп, получивших ярлык «готической», стала Joy Division — так охарактеризовали стиль коллектива критики Мартин Ханнетт и Тони Уилсон. По другой версии, название обязано существованием Иэну Эстбери, вокалисту группы Southern Death Cult, который прозвал своего приятеля Энди Макэллиота из Sex Gang Children «Графом Визиготом» и «Готическим гоблином», а его фанатов — «готами». Возможно, Эстбери не столько «изобрёл» этот термин, сколько способствовал его распространению. В октябре 1983 года журналист Том Вэг описал «орды готов» в журнале Zig Zag; с этого момента название субкультуры надёжно закрепилось.

### Расщепление и мейнстримовая популярность (1985—1995)
Вторая половина 1980-х годов ознаменовалась возникновением «второй волны» готик-рока (к исполнителям этого периода относятся Sisters of Mercy, The Mission, Fields of the Nephilim, All About Eve и другие группы) и постепенным уходом представителей «первой волны» в тень — одни коллективы (например, Bauhaus) распались, другие (The Cult, Flesh for Lulu) сменили жанр. Именно в этот период (с середины 1980-х до начала 1990-х) готика стала популярной и начала активно освещаться мейнстримовыми изданиями.
С наступлением 1990-х годов готическая субкультура утвердилась как «сцена» — вышли первые книги о ней, были записаны первые музыкальные компиляции — и в то же время претерпела значительное искажение, столкнувшись с притоком новых участников, не имевших представления о её сути и истории. Стремление сохранить дух движения привело к уходу готов в андеграунд. Многие из них (в том числе известные музыканты) даже отказывались называть себя таковыми, считая, что этот термин оказался слишком сильно скомпрометирован; такая тенденция сохраняется до сих пор. Популярность ряда коллективов, особенно Sisters of Mercy, привела к тому, что готическая музыка стала менее оригинальной — многие вновь возникавшие группы просто заимствовали элементы стиля у уже получивших известность исполнителей, в результате чего их творчество начинало казаться банальной имитацией. По заявлению журналистов New Musical Express, готика прекратила существование в 1991/1992 году — хотя на самом деле она скорее ушла в тень и замкнулась в себе. Группы, возникавшие в этот период, охотно принимали определение «готических», в отличие от своих предшественников; они смогли, несмотря на некоторую вторичность звучания, сформировать собственную развитую сцену, которую популярные издания практически не освещали. 1995 год можно считать переломным моментом — в это время готика совершенно перестала шокировать и удивлять, она фактически интегрировалась в западное общество и стала его более или менее привычной частью.
В течение 1990-х и 2000-х годов субкультура подверглась расщеплению — от движения откололись несколько региональных направлений, зачастую противоположно ориентированных, произошло взаимопроникновение музыкальных жанров; в результате на сегодняшний день представления о «готике» могут очень сильно варьироваться. Это закономерно порождает споры и приводит к недоразумениям — так, например, в США (из-за некомпетентности журналистов) под «готическими» зачастую понимают сразу все направления, не относящиеся к мейнстриму, а немецкая «шварц-сцена», обычно ассоциирующаяся с субкультурой, на самом деле объединяет огромное количество разнородных музыкальных жанров — от электронной танцевальной музыки до блэк-метала.

### Современное состояние
Среди сегодняшних представителей субкультуры можно условно выделить два крупных направления — к первому относятся готы, предпочитающие музыку «традиционных» жанров (готик-рок, постпанк, дарквейв), ко второму — поклонники EBM, дарк-электро и подобных стилей, имеющих с изначальной готикой мало общего; различие во вкусах привело к тому, что у представителей этих двух течений возникли различные модные тенденции, часто они посещают разные клубы и фестивали, пользуются узко ориентированными Интернет-ресурсами — соответственно, и понимание «готики» у них может быть почти противоположным. Усилилось и размежевание между представителями разных возрастных групп внутри готического сообщества, которые часто с трудом находят общий язык. Для современных готов постоянные споры, дискуссии и размышления о том, что же «на самом деле» представляет собой «настоящая готика», составляют неотъемлемую часть их жизни внутри субкультуры. Помимо «настоящих» готов, существуют и «позёры», количество которых начало увеличиваться в 1990-х — чаще всего это подростки, которые пытаются выглядеть как представители субкультуры, но не разбираются в её истории, музыке и моде; для их обозначения нередко используются различные презрительные прозвища.
Несмотря на то, что многие группы, благодаря которым сформировалась субкультура, сошли со сцены, многие представители, пришедшие в неё в 1980-х, продолжают считать себя готами; в то же время она постоянно пополняется молодёжью. Немало дизайнеров одежды, ювелиров и производителей бижутерии ориентируют свою продукцию исключительно на готов (среди них известны, например, компания Alchemy Gothic, выпускающая разного рода украшения с 1977 года, марки одежды X-TRA-X и Kambriel, фирма Urban Decay, специализирующаяся на производстве готической косметики). Выпускаются несколько журналов (например, американский Gothic Beauty и японский Gothic & Lolita Bible) и множество фэнзинов (среди самых известных — Meltdown, выходивший до 2004 года, и Kaleidoscope), посвящённых исключительно готической музыке, связанным с ней событиям и субкультуре в целом. Немецкие издания Sonic Seducer, Zillo и Orkus не являются в полной мере «готическими», поскольку уделяют внимание множеству жанров музыки, однако готы, безусловно, — их основная аудитория. Среди готической прессы на романских языках можно выделить выходивший с 1998 по 2013 годы Elegy, имевший две версии — французскую и двойную испано-португальскую.
Центрами, вокруг которых формируются локальные готические сообщества в Западной Европе и США, часто становятся «дружественные субкультуре» клубы. Сформировался даже особый танцевальный стиль, характерный для готов, — обычно они танцуют поодиночке, совершая волнообразные движения всем телом, или даже просто расхаживают по танцполу под музыку. Некоторые исследователи описывают это явление как «траурные» или даже «анти-танцы». Некоторые клубы превращаются в своего рода закрытые сообщества со своими строгими правилами, нормами поведения и ритуалами.
Важную роль в современной готической субкультуре играет Интернет. В Европе и США существует разветвлённая система готических сайтов и форумов, отчасти заменяющая «живое» общение и помогающая устанавливать многочисленные контакты. В то же время Интернет способствует разграничению представителей сообщества, поскольку порог вхождения новичков на зарубежных готических сайтах очень высок, а при малейшем намёке на некомпетентность они изолируются; это приводит к быстрому отсеву «позёров» и случайных посетителей. Многие вкусовые стандарты и субкультурные нормы ныне формируются именно на тематических ресурсах. Среди так называемых «Интернет-готов», как и у всех остальных, существует разделение на «полноценных» участников и «позёров», сформировался свой особый сленг.

## Распространённость в мире

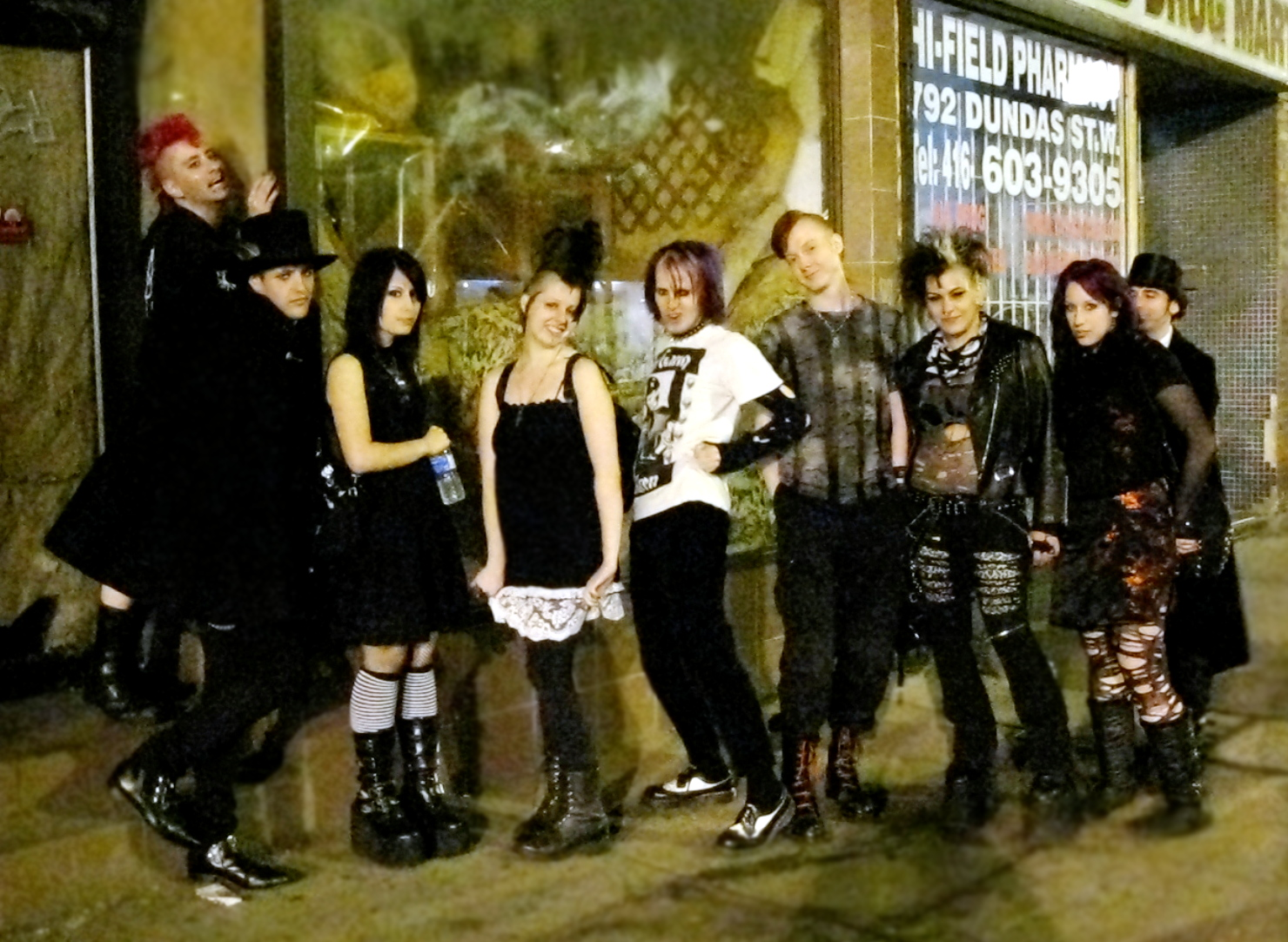
Группа современных готов разных стилевых направлений. Торонто, 2008 год

В настоящее время готическая субкультура представлена преимущественно на Западе — в Великобритании, Соединённых Штатах, Франции, Германии и Скандинавии. Развитые готические сообщества существуют в Торонто (Канада), Брисбене и Мельбурне (Австралия). Азия долгое время не была затронута распространением субкультуры, однако примерно в начале 2000-х годов готика приобрела широкую популярность в Японии за счёт смешения с жанром Visual kei. Группы, исполнявшие дэт-рок, постпанк и готик-рок, существовали в Японии ещё в 1980-е годы, а «настоящие» японские готы всячески дистанцируются от Visual kei и не признают поклонников этого направления «своими». Примерно с 1998 года готика развивается в Сингапуре. Существует она и в других странах, например, в государствах Карибского бассейна и в Латинской Америке, хотя там она менее распространена.
По примерным оценкам середины 2000-х годов, в Великобритании проживают около десяти тысяч представителей субкультуры; в одном только Лондоне действуют два паба, ночной клуб и музыкальный магазин, которые полностью и исключительно ориентированы на готов, а так называемых «дружественных» (англ. Goth-friendly) субкультуре заведений намного больше. Эдинбург и Манчестер также можно считать заметными центрами сосредоточения готов в Британии, а в Лондоне и на юго-востоке Англии развита кибер-гот-сцена. Тем не менее, локальные сообщества сохраняют «закрытый» характер — в отличие от Германии, где готику поставили на поток, в Соединённом Королевстве она продолжает существовать как андеграундное течение. В Британии по-прежнему активно издаются самодельные готические фэнзины, порой даже конкурирующие с крупными журналами. Изолированность от «большого мира» отчасти положительно влияет на местную субкультуру — количество «случайных» представителей в ней ниже, чем где-либо ещё.
В США крупные локальные сообщества готов есть в Лос-Анджелесе, Сан-Франциско, Новом Орлеане, Нью-Йорке и Сиэтле, более мелкие — во множестве городов, включая Атланту и Кливленд. Как и в Британии, субкультура здесь преимущественно находится в андеграунде — местные готы немногочисленны по сравнению с поклонниками индастриал-метала, с которыми их часто путают. Отчасти поэтому в США особенно развито готическое Интернет-сообщество. Тем не менее, клубная инфраструктура отнюдь не находится в упадке — уже в 1990-е в каждом крупном городе Соединённых Штатов был хотя бы один готический клуб. Среди музыкальных предпочтений американских готов особое место по-прежнему занимает дэт-рок.
В Германии, в отличие от многих других европейских стран, готика в течение 1990-х годов не только не ушла в тень, но и активно развивалась, в результате чего сейчас там существует устойчивое субкультурное сообщество; в основном именно в этой стране проводятся масштабные фестивали и выпускаются высокотиражные журналы соответствующей тематики. Однако медийность и коммерциализированность немецкой готической субкультуры привели к тому, что она стала привлекать значительное количество «позёров». В Германии гораздо чаще, чем в остальных странах, популярностью среди готов пользуются неготические музыкальные жанры или кроссоверы — «средневековый готик-рок», EBM, неофолк.
В страны постсоветского пространства готическая субкультура пришла изначально в искажённом виде. Достаточно устойчивое сообщество готов сформировалось в Эстонии. В России, как и во многих других государствах Восточной Европы, готика находится в андеграунде, и её представители сравнительно немногочисленны. Тем не менее, практически во всех крупных городах существуют локальные готические сообщества. Готик-рок в России менее популярен, чем готик-метал и подобные жанры. Российские готы часто сталкивались с враждебностью или иной неадекватной реакцией на их внешний вид и увлечения.

### Готические события

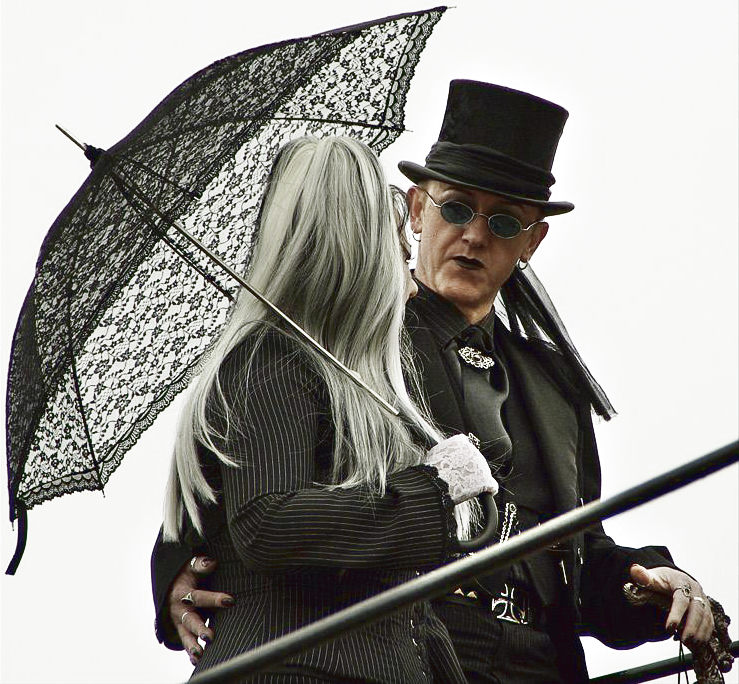
Пара «викторианских готов» на фестивале Whitby Gothic Weekend, 2007 год

В настоящее время существует немало фестивалей, посвящённых главным образом музыке, популярной среди готов. К наиболее известным из них относится британский Whitby Gothic Weekend, проводящийся с 1995 года и каждый раз привлекающий порядка двух тысяч зрителей. Это мероприятие, проходящее в английском городке Уитби дважды в год, славится качественной организацией. У Whitby Gothic Weekend репутация «престижного» фестиваля, и от его посетителей требуют «вкуса и утончённости» в одежде и поведении.
С 2000 года проводится фестиваль M’era Luna в Германии, собирающий большое количество зрителей со всей Европы. На нём выступают не только готические группы, однако его основная ориентация на представителей субкультуры не вызывает сомнений. Весьма знаменито и другое мероприятие — Wave-Gotik-Treffen в Лейпциге, привлекающее до 25 тысяч посетителей каждый год. Среднегодовое число зрителей обоих фестивалей варьируется от 15 до 20 тысяч человек.
В США популярностью пользуется ежегодный съезд Convergence, организующийся в разных городах с 1995 года. Этот фестиваль был основан группой единомышленников, общавшихся в Интернете и решивших встретиться в реальной жизни, однако со временем стал привлекать значительное количество посетителей «со стороны» и поэтому примерно с 2006 года стал более закрытым событием, чем раньше. Drop Dead Festival, ориентированный в основном на любителей дэт-рока и бэткейва, первоначально устраивался в Нью-Йорке с 2002 года, а с 2007 года проводится в разных странах Европы. Среди других фестивалей, полностью или частично посвящённых готической музыке, можно назвать немецкий Amphi Festival, польский Castle Party, финский Lumous; большое количество менее массовых мероприятий организуется в Великобритании, Германии и Нидерландах. В России субкультура не столь распространена, из ежегодных фестивалей можно выделить разве что Northern Caspital Festival и Самый Страшный Хэллоуин, где традиционно выступает множество готических андеграунд-артистов.
С 2010 года 22 мая представителями субкультуры отмечается (преимущественно в Британии) неформальный праздник — «Всемирный день го́тов» (англ. World Goth Day).

## Готическая мода

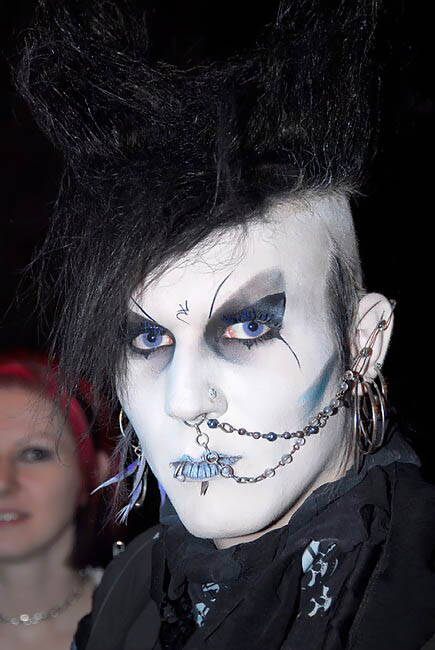
От панков готы переняли многие элементы внешнего вида, в том числе ирокезы и пирсинг. На фото — гот из Германии, 2006 год

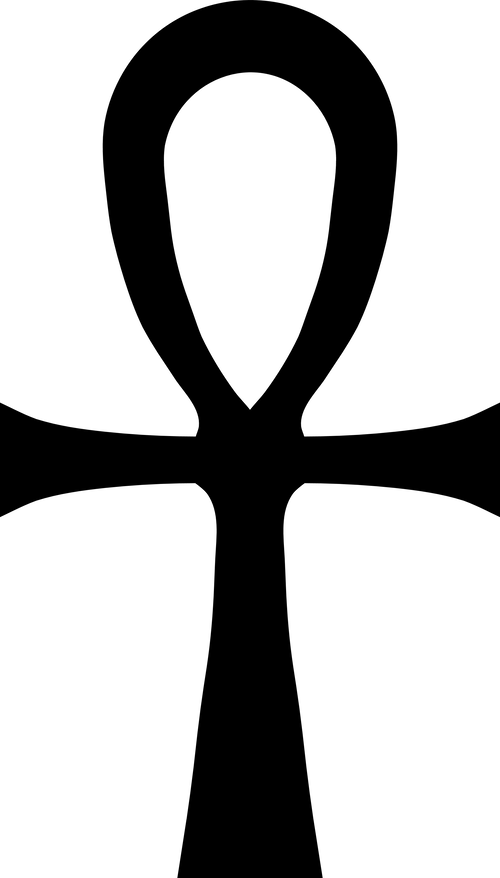
Анх

Внешний вид — одежда и обувь, причёски, атрибутика — является одной из важнейших составляющих готической субкультуры и может получать первостепенное значение в глазах её носителей. За рубежом возник термин «гот из торгового центра» (англ. Mall Goth), которым насмешливо обозначают тех, кто больше внимания уделяют своему образу, не слушая при этом гот-музыку.
Законодателями готической моды были музыканты, на чей внешний вид ориентировались их поклонники. На раннем этапе развития готической субкультуры для её представителей были типичны отдельные элементы внешности панков — из этого движения готы позаимствовали пирсинг, причёски в виде высоких «шипов» и ирокезы. Готическая мода 1980-х годов была намного более экстремальной и эпатажной, чем можно наблюдать сейчас, и развивалась на основе принципа «сделай сам» — её поклонники сами шили себе одежду и делали украшения из подручных материалов, а купленные в магазинах вещи чаще всего либо перекраивали, либо всячески «модифицировали»: разрывали, украшали нашивками и английскими булавками.
Основные элементы современного готического образа — преобладание чёрного цвета в одежде, использование металлических или серебряных украшений с символикой готической субкультуры и характерный макияж. Типичная атрибутика, используемая готами, — анх (древнеегипетский символ бессмертия, получивший распространение после выхода фильма «Голод»), кресты (в том числе кельтский), изображения летучих мышей и символов смерти. Готы порой носят и разного рода магические или оккультные знаки. По утверждению российского исследователя В. К. Хазова, эти символы для представителей субкультуры получают новое, конструктивное значение, становясь знаками стремления к «преодолению обыденности и ограниченности», а их религиозное содержание (например, связь крестов с христианством) полностью утрачивается.
Макияж может использоваться как женщинами («готессами»), так и мужчинами. Он не является повседневным атрибутом и, как правило, наносится перед посещением концертов и клубов. Его основные элементы — белая пудра для лица (обычно считается, что оно должно быть очень бледным и худым), тёмная подводка вокруг глаз и чёрная или красная губная помада. Дополнительные аксессуары могут включать пирсинг, татуировки, контактные линзы (преимущественно красные, зелёные и жёлтые) и накладные клыки (в основном у любителей «вампирского» стиля), но их применение не является обязательным. В 1980-е годы были популярны «цепочки в нос» (протянутые между ноздрёй и ухом), но в наши дни они встречаются сравнительно редко.
Причёски в готической моде достаточно разнообразны. «Классический» вариант причёски, распространённый в ранних 1980-х, представляет собой волосы средней длины, выкрашенные в чёрный цвет и торчащие во все стороны или оформленные в виде шипов. Но в современной субкультуре многие носят длинные волосы, иногда уложенные в форме замысловатых конструкций, или даже ирокезы. Длинные волосы обычно выпрямляются и выкрашиваются в чёрный или, напротив, ярко-белый цвет. Ирокез, заимствованный у панков, готы превратили в так называемый «дэтхоук» (англ. Deathawk, от англ. Deathrock — дэт-рок и англ. Mohawk — ирокез): по бокам волосы выбриваются или очень коротко состригаются, а сверху поднимаются и фиксируются либо в виде высоких шипов, либо в виде спутанного, взъерошенного комка. Такую причёску, как и следует из её названия, любят делать поклонники дэт-рока.
Одежда может быть как подчёркнуто тесной, плотно облегающей фигуру, так и достаточно свободной или даже открытой. Из обуви распространены высокие остроносые кожаные сапоги (женские — обычно на тонкой шпильке), тяжёлые ботинки (иногда армейского типа, часто на высокой платформе). Женщины очень часто носят корсеты из различных материалов — бархата, парчи, винила, кожи, латекса; мужской костюм чаще всего состоит из брюк и рубашки, причём их внешний вид зависит от конкретного стилевого направления, к которому принадлежит гот. Некоторые представители субкультуры предпочитают одежду, стилизованную под моду XVIII—XIX веков (так называемые «викторианские готы», англ. Victorian Goths, и «романтические готы», англ. Romantigoths). Женщины, придерживающиеся такого стиля, обычно носят длинные платья, корсеты, кружевные вуали, длинные перчатки, декоративные зонты, мужчины — фраки и цилиндры или «романтические» блузы. На формирование типично готической женской внешности во многом повлиял образ «роковой женщины», зародившийся ещё в викторианскую эпоху и популяризованный фильмами в жанре нуар.
«Вампирский» тип внешности, частично похожий на «викторианский», также пользуется широкой популярностью. Многие женщины выбирают стиль, вдохновлённый образами Мортиши Аддамс, Вампиры и Эльвиры. Для мужчин, придерживающихся этого направления, образцами являются харизматичные персонажи-вампиры, например, Лестат де Лионкур. Представители этого стиля, как правило, носят анхи.
Среди некоторых готов популярна вестерн-эстетика — ковбойские шляпы, кожаные жилеты и штаны с бахромой, сапоги. Она вошла в моду благодаря группам Fields of the Nephilim и The Cult, использовавшим подобный образ, чтобы создать образ романтических одиночек, дерзких отверженных мятежников. Широкополую шляпу носил и Эндрю Элдрич из Sisters of Mercy, чтобы затенить лицо. К вестерн-готам примыкают поклонники готабилли, стиль одежды которых может варьироваться, но чаще всего основан на ироническом переосмыслении эстетики ретро. На формирование женского образа у представителей этого течения сильно повлияла знаменитая пинап-модель Бетти Пейдж.

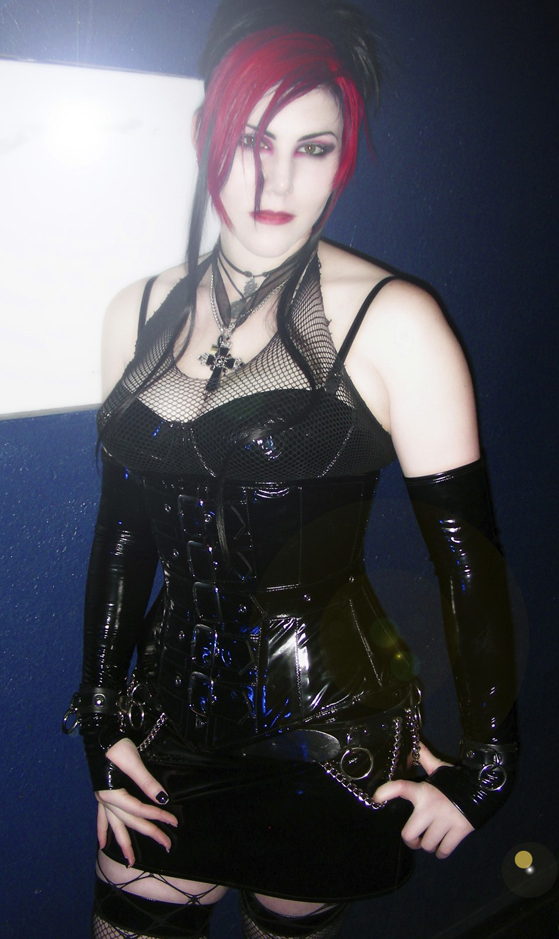
Элементы фетиш-эстетики прочно укрепились в готической моде. На фото — «готесса» из Сан-Франциско, 2008 год

Готическая мода может сближаться со стилями одежды других направлений — например, риветхедов или поклонников метал-музыки: готы тоже нередко носят кожаную одежду, цепи и металлические аксессуары. Иногда используются садомазохистские атрибуты, например, ошейники — эти элементы впервые появились ещё в образе Сьюзи Сью и были призваны подчеркнуть её образ «женщины-вамп». Одежда из латекса популярна у готов не менее, чем среди риветхедов и любителей BDSM, поскольку с начала 1990-х годов в готике широко распространилась фетиш-мода и появились специализированные магазины фетиш-одежды наподобие Demask. На сегодняшний день готическая и фетиш-субкультуры сблизились и стали настолько дружественными, что представители последней нередко проводят свои мероприятия в готических клубах. Готическая мода оказала влияние на развивающуюся субкультуру стимпанка, эстетика которой во многом близка представителям «викторианского» и «романтического» направлений; по словам социолога и литературоведа Майкла Дю Плесси, вся стимпанк-мода в принципе основана на готической, разве что в ней вместо чёрного цвета чаще используется коричневый.
В 1990-х возникла своего рода «субкультура внутри субкультуры» — в отдельное стилевое направление выделились кибер-готы, чья мода представляет собой нечто среднее между готической и индустриальной. Представители этого стиля используют в одежде яркие «кислотные» цвета, предпочитают одежду из ненатуральных тканей, носят ботинки на высокой платформе, часто используют элементы эстетики киберпанка. Многие кибер-готы носят дредлоки.
Существуют и более эксцентричные стили одежды — например, в отдельное направление иногда выделяют «фейри-готов», стремящихся походить на классических фей из кельтского фольклора и одевающихся соответственно, вплоть до использования искусственных «крылышек». В Японии готика отчасти смешалась с местной субкультурой Visual kei, что породило такой стиль одежды, как «готическая лолита». Как правило, «лолиты» носят платья до колен в викторианском стиле с оборками и кринолинами, шляпки, декоративные зонты и туфли с закруглёнными носами на платформе; есть множество марок одежды, предназначенных специально для представительниц этого стиля, который постепенно становится популярным и на Западе.
В настоящее время многие представители субкультуры не поддерживают образ постоянно, а одеваются в готическом стиле только тогда, когда отправляются на концерты или другие тематические мероприятия — их порой иронически называют «готами по вторникам» (англ. Tuesday Goths; по вторникам в некоторых ночных клубах проводятся готические вечеринки). Тем не менее, даже в тех случаях, когда готы не могут позволить себе постоянно поддерживать выбранный стиль, они стараются сохранять в своём облике хотя бы его отдельные элементы. Готы, работающие в учреждениях со строгим дресс-контролем, могут использовать «корпоративный» стиль с минимумом украшений и макияжа (т. н. «готы — рабы корпораций», англ. Corporative Slave Goths). Отношение к таким представителям субкультуры внутри их сообществ может быть различным, однако обычно их воспринимают нормально, без предубеждения.
На современном этапе готическая мода может оказывать влияние на «высокую» и даже соперничать с ней. Некоторые известные кутюрье, например, Джон Гальяно, Александр Маккуин, Жан-Поль Готье и Ёдзи Ямамото, в разное время создавали коллекции, явно вдохновлённые классическим готическим видом, а модельер Рик Оуэнс открыто признавался, что симпатизирует субкультуре и испытал её воздействие.

## Готическая музыка
См. также: Постпанк, Готик-рок, Готабилли, Дарквейв, Готик-метал, Тёмная сцена

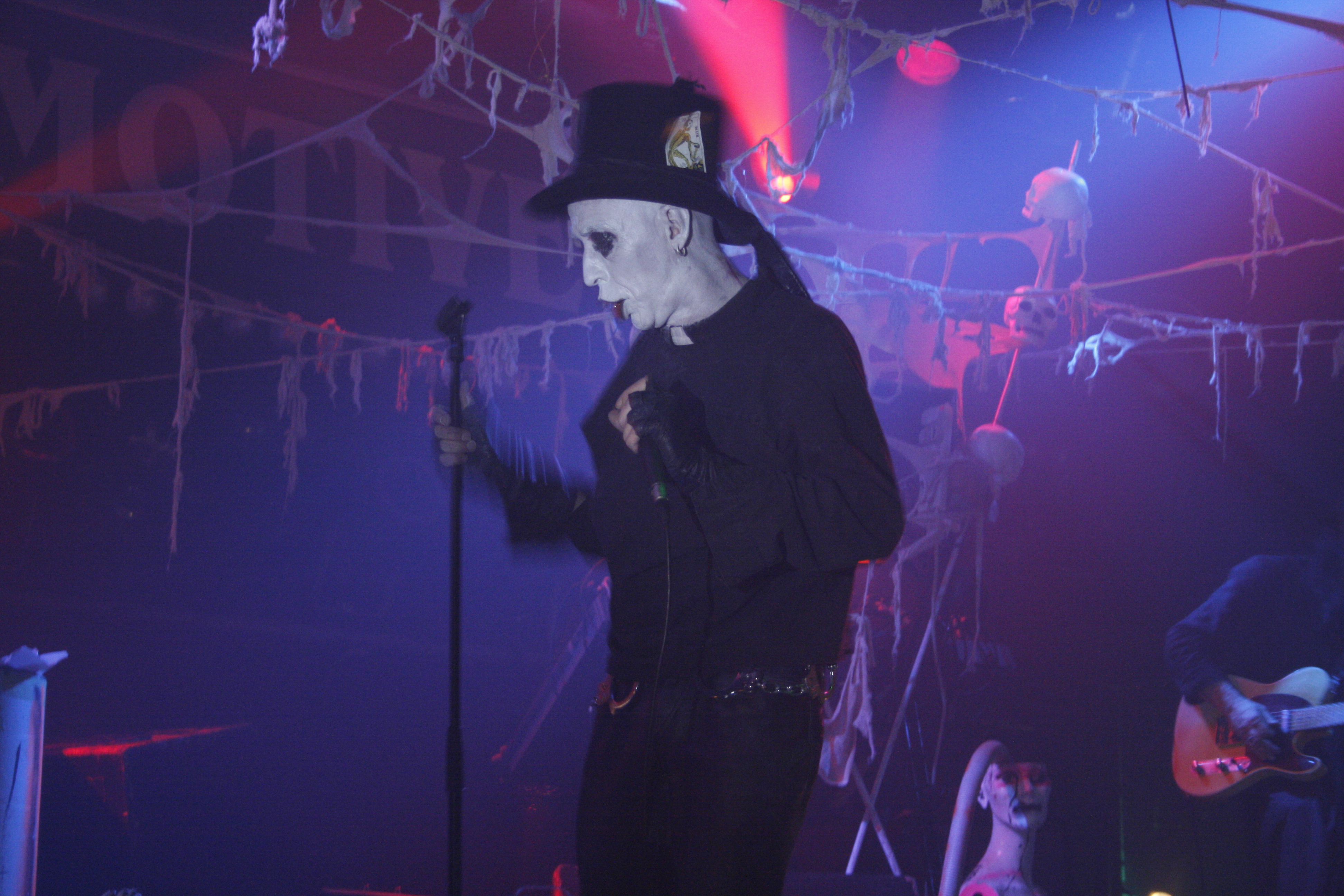
Alien Sex Fiend, представители стиля «бэткейв» и раннего готик-рока

Субкультура готов сформировалась вокруг жанра готик-рок. Наиболее известные готические группы образовались в конце 1970-х — начале 1980-х годов. Со временем готические элементы проникли в другие музыкальные направления, и сейчас к музыке, которую критики называют «готической», относят несколько достаточно разных стилей, пользующихся популярностью среди представителей субкультуры.

### Готик-рок
Готик-рок появился в Великобритании в конце 1970-х — начале 1980-х как часть более общего жанра постпанк. Группы первой волны готик-рока — Siouxsie and the Banshees, Joy Division, Bauhaus, The Cure — были тесно связаны с панк-роком. Однако от панка их отличали существенные музыкальные особенности: более медленный ритм исполнения, меньшая тяжесть, минорная мелодика. Многие группы использовали драм-машины вместо живых ударных, чтобы достичь более монотонного, «неживого» звучания. Помимо панка, на развитие готик-рока оказал существенное воздействие глэм — у представителей этого направления готические группы переняли тягу к театрализации концертных выступлений, повышенное внимание к сценическому образу и особые «драматические» приёмы, вызывающие у слушателей сопереживание. Многие готические музыканты позаимствовали у глэм-исполнителей чувственную манеру пения. Как и в глэм-роковых коллективах, в готических группах первостепенное значение имели вокалисты — отчасти потому, что тексты их песен часто были длинными и многословными, вследствие чего певцы должны были постоянно поддерживать внимание слушателей. Тем не менее, между готик- и глэм-роком всё же гораздо больше различий, нежели сходств.

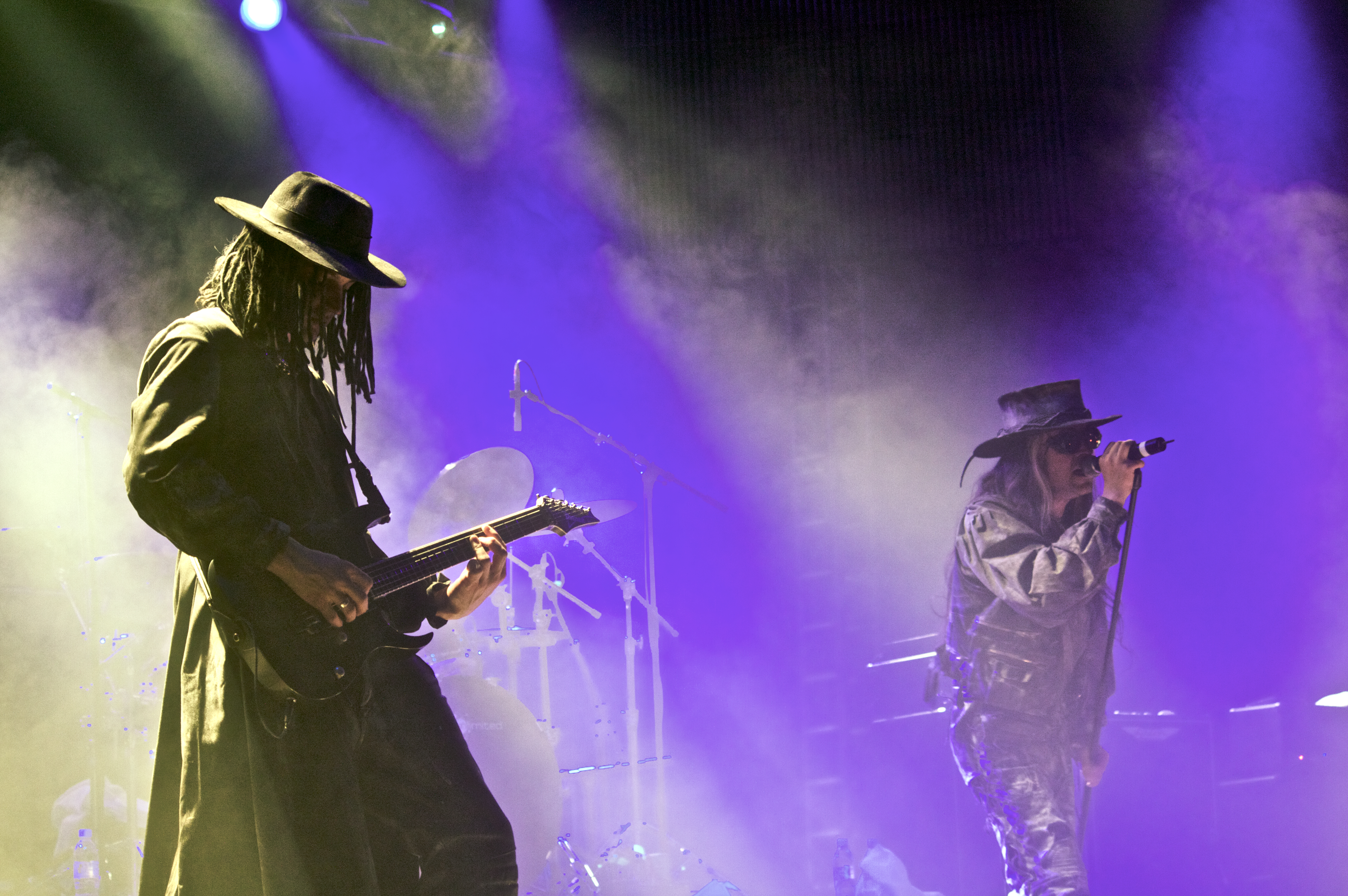
Fields of the Nephilim, примечательная группа «второй волны» готик-рока

Открывшийся в 1982 году в Лондоне ночной клуб Batcave стал центром формирования готической сцены и привлёк существенное внимание средств массовой информации. С расцветом Batcave по всей Великобритании открылись похожие клубы. Слово «бэткейв» начало применяться для обозначения стиля, в котором играли некоторые группы «первой волны» готик-рока (Specimen, Alien Sex Fiend, Sex Gang Children) — их музыка была значительно более аляповатой и «карнавальной», чем творчество The Cure или Bauhaus, отличалась сочетанием типичной для панка агрессивности и характерных для рокабилли гитарных риффов, обилием электронных звуковых эффектов; отчасти она повлияла на возникновение EBM. Группы, звучание которых описывают как «бэткейв», существуют и по сей день; в основном они происходят из Европы.
Готик-рок оставался популярным до конца 1980-х годов, в нём появилась «вторая волна» — такие группы, как Sisters of Mercy, Fields of the Nephilim, The Mission и другие. Затем жанр постепенно ушёл в андеграунд, однако продолжил привлекать значительное количество поклонников на протяжении всех 1990-х (музыкальные журналисты даже говорили о неком «готическом помешательстве» в Британии, связанном со всплеском активности таких коллективов, как Rosetta Stone, Dream Disciples, Die Laughing, Children on Stun, Vendemmian и других). Ещё одним центром развития готической музыки стала Германия, представленная Xmal Deutschland, Calling Dead Red Roses и другими исполнителями. Наиболее заметной американской группой этого периода был проект Шона Бреннана London After Midnight.
В США сформировалась своя разновидность готик-рока — дэт-рок (англ. Deathrock). Её возникновение датируется концом 1970-х годов; первые и наиболее известные группы этого направления — Kommunity FK, 45 Grave, Christian Death, Voodoo Church, Superheroines — возникли в Лос-Анджелесе. Представители дэт-рока испытали воздействие хоррор-панка (например, The Misfits) и смешали его агрессивную энергичность с готическими элементами. Этот поджанр отличается более тяжёлым и ритмичным звучанием, для него характерны тексты, эксплуатирующие тематику фильмов ужасов и (иногда) оккультизма. Дэт-рок по-прежнему наиболее распространён в Америке, хотя в более позднее время его пытались исполнять и некоторые европейские группы. Этим термином в США изредка обозначают всю готическую музыку.

### Дарквейв

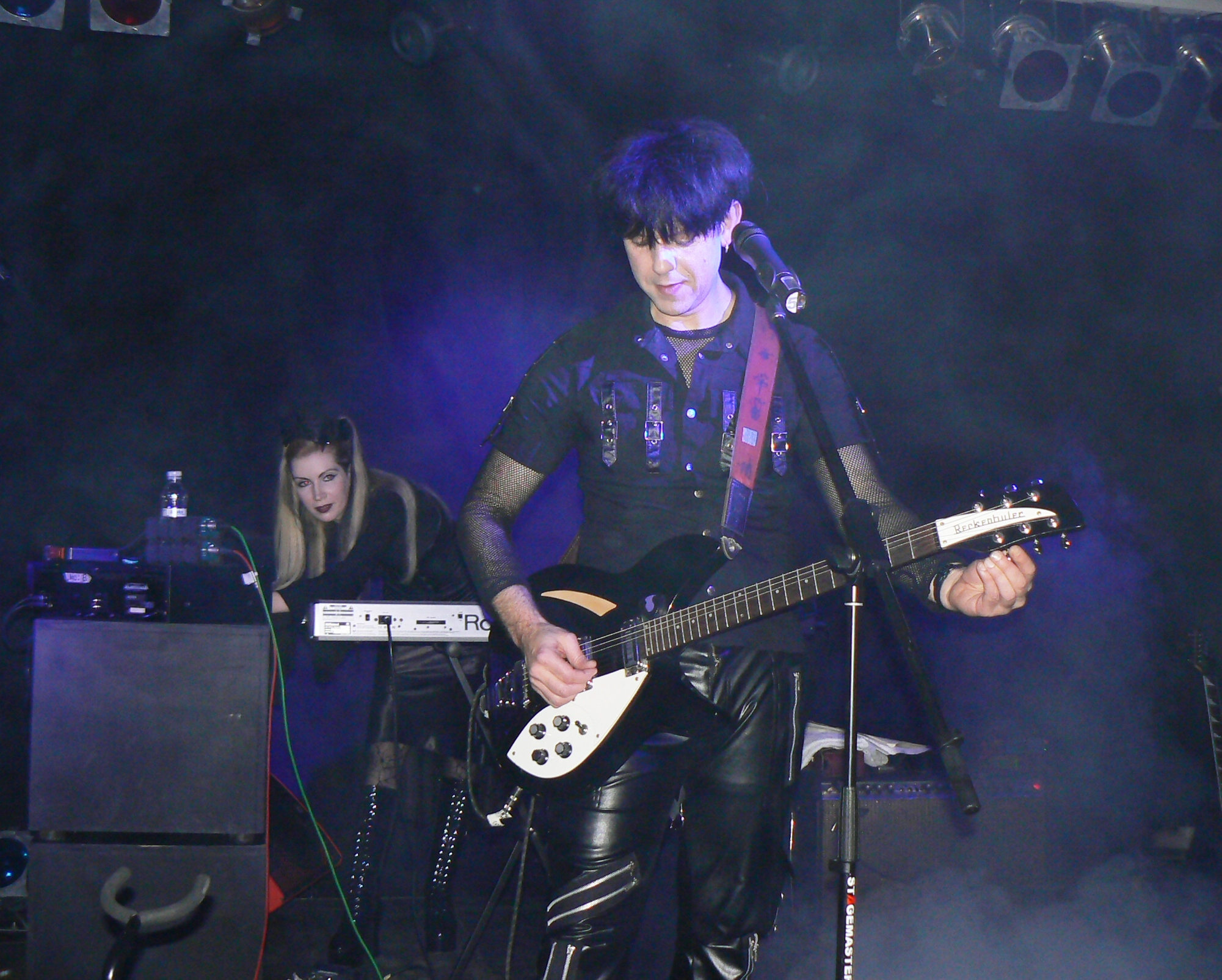
Clan of Xymox, одни из основателей дарквейва

Дарквейв (англ. Darkwave) — тесно связанный с готик-роком жанр, сформировавшийся в середине и конце 1980-х годов под влиянием электронной музыки. На сегодняшний день к представителям дарквейва причисляют достаточно разноплановых исполнителей. К пионерам этого направления относят группы, первыми совместившие типичные для готической музыки гитарные партии и позаимствованное из электроники синтезаторное звучание; его элементы встречались ещё в творчестве Dead Can Dance и Cocteau Twins, однако окончательно дарквейв сформировался благодаря усилиям голландцев Clan of Xymox и ряда немецких групп. В 1990-е годы популярность жанра повысилась, известность приобрели такие его представители, как Deine Lakaien, Diary of Dreams, Project Pitchfork, Faith and the Muse. В Германии дарквейв приобрёл явную неоклассическую окраску, появилась условно выделяемая подсцена Neue Deutsche Todeskunst, к которой относят, например, группы Das Ich и Lacrimosa (последние позднее сменили стиль). Иногда в немецком языке различие между готик-роком и дарквейвом не проводится, и оба жанра называют одинаково. К немецкому дарквейву прилегает особый жанр «средневековой готики», созданный в результате совмещения элементов готической и средневековой народной музыки. Этереал, родственный дарквейву, пользуется популярностью у готов «романтического» направления.

### Готик-метал

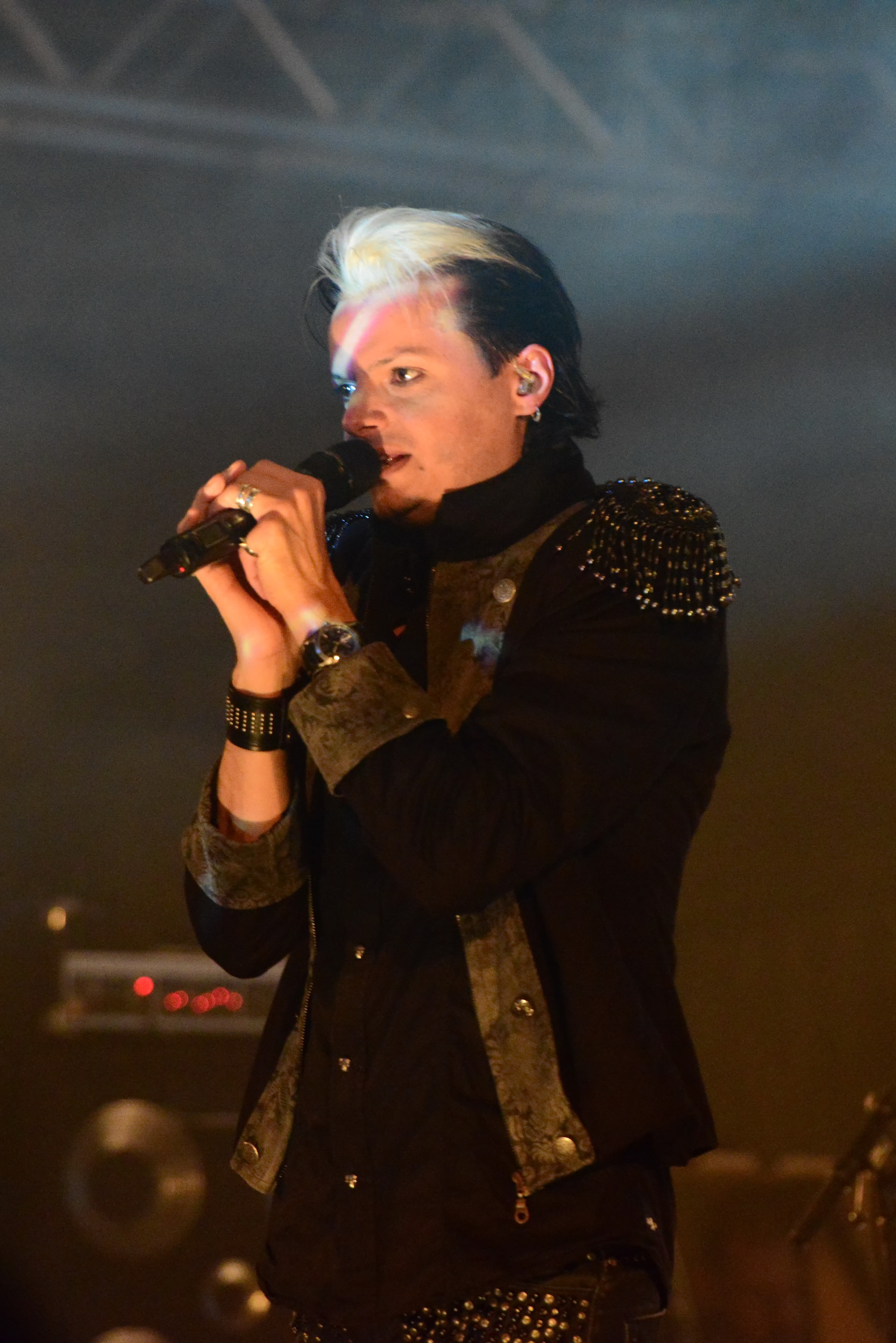
Тило Вольф, лидер Lacrimosa — готик-метал-группы, близкой к готической субкультуре

Готик-метал, сформировавшийся в начале 1990-х годов на основе дум-метала, воспринявшего некоторые элементы готик-рока, принято считать разновидностью метала, а не готики, и в строгом смысле слова он не относится к «готической музыке» как таковой; более того, между готической музыкой и металом существуют важные различия, позволяющие говорить о том, что эти направления во многом противоположны. Тем не менее, готик-метал популярен не только среди металлистов, но и среди некоторой части готов. Классический готик-рок 1980-х оказал на его формирование существенное влияние — Paradise Lost, считающиеся основателями жанра, открыто признавали сильное воздействие Sisters of Mercy и впоследствии даже отправлялись в совместное турне с этой группой. Отдельные коллективы, игравшие готик-метал, позднее записывали альбомы, которые критики отнесли к жанру готик-рока (Tiamat — Judas Christ, Prey и Amanethes; Paradise Lost — One Second). Возможны и обратные стилистические мутации (альбом Fields of the Nephilim Mourning Sun). Некоторые группы, например, Type O Negative, могут причисляться как к исполнителям готик-метала, так и к представителям одной из поздних «волн» готик-рока.

### Другие жанры
От соединения элементов готик-рока и рокабилли произошёл стиль готабилли (на его формирование оказал влияние и хоррор-панк, особенно The Misfits). Готическая составляющая проникла и в кантри. Коллективов, работающих в этих направлениях, сравнительно немного, однако внутри субкультуры у них существуют устойчивые группы фанатов.
Музыкальные жанры индастриал и EBM, строго говоря, не относятся к готической музыке, однако также пользуются популярностью. Для некоторых современных готов (например, приверженцев кибер-эстетики) именно эти музыкальные направления являются основными, тогда как поклонники более традиционных стилей могут категорически отвергать их. Поскольку внутри субкультуры постоянно ведутся споры относительно того, какие жанры можно считать «истинной готикой», а какие — нет, в Германии был изобретён условный термин «шварц-сцена», использующийся для обобщённого обозначения множества музыкальных стилей, в том числе готик-рока, готик-метала, дарквейва, некоторых направлений индастриала, метала и электронной музыки. Иногда к шварц-сцене также причисляют фетиш- и BDSM-сообщества. Несмотря на то, что иногда термин «тёмная сцена» рассматривается как синоним «готической субкультуры», эти понятия не тождественны.
В Японии к готической музыке часто причисляют группы в стиле Visual kei, однако большинство из них лишь используют соответствующие сценические образы, а их звучание не имеет с готик-роком ничего общего. Тем не менее, в этой стране сложилась своя дэт-рок сцена, среди ярких представителей которой — коллективы Auto-Mod, Madame Edwarda, Neurotic Doll и другие.
Некоторые исполнители, не имеющие отношения к готической субкультуре, используют характерный для её представителей образ, что нередко вводит в заблуждение обывателей. В разное время к готик-року или готик-металу пресса ошибочно причисляла такие группы, как Marilyn Manson, HIM, Evanescence и даже Nightwish.

## Связь с литературой и кинематографом
Хотя готическая субкультура образовалась в первую очередь как музыкальная, на её развитие также оказали влияние литература и кинематограф. Следует подчеркнуть, что такого понятия, как «готический фильм», не существует. Под этими словами чаще всего понимают самые разнообразные картины, в которых присутствует мрачная атмосфера или которые посвящены тематике, способной заинтересовать готов.
На раннем этапе развития субкультуры на образ её представителей (изначально — музыкантов) существенно повлияла эстетика чёрно-белых фильмов ужасов 1920—30-х годов — например, «Носферату» или «Дракула». Многие готические группы брали названия в честь этих кинолент (Nosferatu, London After Midnight и другие), они иногда транслировались во время выступлений некоторых исполнителей. Популярны среди ранних готов были и работы Альфреда Хичкока; отчасти это объясняется тем, что британские цензоры долгое время крайне негативно относились к триллерам и фильмам ужасов, запрещая их прокат или выпуская в сильно урезанных версиях, поэтому их просмотр становился для приверженцев субкультуры формой демонстрации протеста против господствующих культурных стереотипов. Одним из наиболее важных для готов стал фильм «Кабинет доктора Калигари» — о том, что эта кинолента оказала воздействие на их стиль, свидетельствовали Питер Мёрфи из Bauhaus и Стив Северин из Siouxsie and the Banshees. Существенной популярностью у представителей субкультуры пользовались картины Роджера Кормана и низкобюджетные фильмы ужасов.
Среди других культурных влияний можно назвать готический роман — в частности, произведения Мэри Шелли и Брэма Стокера, из которых ранние готические музыканты (а следом за ними — слушатели) позаимствовали ряд мотивов. К готическому роману восходят некоторые распространённые в субкультуре образы — например, фигуры романтической, невинной «женщины в белом» и демонической, опасной «женщины в чёрном». Искусство декаданса (в особенности произведения Эдгара По и Шарля Бодлера) также оказало существенное воздействие на развитие готической эстетики. Так, в творчестве Virgin Prunes и Christian Death отчётливо прослеживается влияние Бодлера; к нему обращались за вдохновением и более поздние исполнители, например, Garden of Delight. Другие музыканты испытали воздействие авторов литературы мистического ужаса, особенно Говарда Лавкрафта (яркий пример — Fields of the Nephilim). Спектр литературных, художественных и философских направлений, которые в той или иной степени повлияли на формирование готики, очень широк — от движения прерафаэлитов до сюрреализма, от декаданса Лотреамона до ницшеанства и экзистенциализма. Лорен Гудлед и Майкл Бибби полагают, что неприятие современной буржуазной культуры, характерное для готов, проистекает из увлечения романтической литературой XVIII и XIX веков. Тем не менее, среди авторов, популярных среди представителей субкультуры, встречаются как классические писатели (Энн Рэдклиф, Брэм Стокер, Шеридан Ле Фаню, По и Лавкрафт), так и современные, принадлежащие к самым разным направлениям — Энн Райс, Сторм Константайн, Иэн Макьюэн, Уильям Гибсон, Поппи Брайт, Клайв Баркер.
Влияние «готических» фильмов и романов на готик-рок проявилось и в выборе тематики. Вампиризм стал одним из наиболее популярных мотивов среди готов ещё с момента выхода культового для субкультуры фильма «Голод» в 1983 году (во многом причиной такой популярности послужило то, что в картине снялись участники группы Bauhaus). «Голод» способствовал установлению прочной связи между готикой и вампиризмом. Среди других кинолент на вампирскую тематику, получивших признание готов, — «Дракула Брэма Стокера» Фрэнсиса Форда Копполы, «Интервью с вампиром» Нила Джордана, «Тень вампира» Эдмунда Мериджа. В серии фантастических боевиков «Другой мир» имеются многочисленные отсылки к готической моде, что также обеспечивает ей некоторую популярность среди представителей субкультуры. Определённую известность у готов получили и некоторые телесериалы подобной тематики, например, «Рыцарь навсегда».
Со временем сама готическая субкультура начала оказывать влияние на литературу и кинематограф. Несмотря на то, что в продукции Голливуда при изображении её носителей часто используются штампы и негативные стереотипы (как в мистическом триллере «Колдовство»), в некоторых фильмах персонажи, в той или иной степени ассоциирующиеся с готами, предстают как положительные — например, в популярном среди представителей субкультуры фильме «Ворон» и отдельных работах режиссёра Тима Бёртона (герой Джонни Деппа в фильме «Эдвард Руки-ножницы», персонаж Вайноны Райдер в «Битлджусе»). Бёртона нередко называют «самым готическим» из всех современных деятелей кинематографа, однако многие готы больше любят работы других режиссёров — к примеру, Дэвида Линча.
Как отмечает Катерина Спунер, готическая субкультура в современном мире стала узнаваемой, и её представители превратились в своего рода «типаж», который авторы литературных произведений и фильмов активно используют, чтобы выразить собственные идеи. При этом даже те писатели, которые относятся к готам с симпатией, часто описывают их без должной аккуратности — например, используют некорректные стереотипы. В произведениях массовой культуры готы часто изображаются пародийно или карикатурно. Например, главная героиня серии комиксов «Nemi» воплощает ряд типичных представлений о девушках-«готессах». В известном американском мультсериале «Южный Парк» также фигурируют стереотипные готы. Нил Гейман в своей серии комиксов «Песочный человек» иронически изобразил Смерть в образе «готессы».

### Готы и вампирская эстетика
Как уже отмечалось выше, образ вампира занимает важное место в готической субкультуре. Есть различные гипотезы о причинах его привлекательности — так, Кимберли Джексон полагает, что в нём готы увидели идеальное воплощение замкнутого индивидуалиста, противопоставляющего себя обществу, а Брайан Стэблфорд подчёркивает значительную степень его эротизации внутри субкультуры. Джулия Уинден Фей замечает, что изначально вампиризм представлял собой метафору с ярко выраженным сексуальным подтекстом, а Энн Райс в конце XX века привнесла в образ холодного, лишённого сострадания мертвеца «тёплые», человеческие черты — по мнению исследовательницы, именно это обусловило значительную популярность её романов среди готов. Другие писательницы, чьи произведения находят отклик у представителей субкультуры, — Поппи Брайт, ставшая известной после выхода романа «Потерянные души» и серии антологий эротической прозы о вампирах «Любовь в крови» (англ. Love in Vein), и Челси Куинн Ярбро.
Готика отчасти пересекается с другой субкультурой, так называемыми «вампирами» — последнюю иногда даже считают своего рода «ответвлением» от первой. Основное сходство проявляется во внешнем виде их представителей, но «вампиры» воспринимают свой образ гораздо более серьёзно, нежели готы. Эти два направления могут взаимодействовать — некоторые журналы и фэнзины ориентированы на представителей обеих субкультур, многие «вампиры» слушают готическую музыку, а некоторые готы могут одеваться и вести себя «по-вампирски». Тем не менее, обычно представители этих субкультур предпочитают дистанцироваться друг от друга.
Некоторые исследователи говорят о существовании своеобразного подстиля «вампирской музыки», который не тождествен готик-року, однако может включать его элементы или даже использоваться для характеристики некоторых готических групп — например, Nosferatu. «Вампирские» мотивы и метафоры использовались многими коллективами, обычно причисляемыми к готическим (к примеру, Siouxsie and the Banshees и Sisters of Mercy), а также музыкантами, связанными с субкультурой (например, Питером Мёрфи), однако они практически никогда не становились самоценными элементами их творчества.
С вампирами тесно связаны некоторые излюбленные мероприятия представителей субкультуры — фестивали, съезды и т. п. Например, «Вампирский бал», организующийся в Новом Орлеане с 1988 года участниками фэн-клуба Энн Райс, и аналогичный ежегодный «Le Bal des Vampires» в Сан-Франциско привлекают большое количество готов. Многие представители субкультуры увлекаются ролевой игрой Vampire: The Masquerade, составляя значительную часть её поклонников.

## Психологическая и гендерная специфика

### Социально-психологические особенности

#### «Пассивный протест» как основа субкультуры
Готическая субкультура возникла как ответвление панк-движения, и до начала 1980-х годов, когда музыкальные журналисты стали активно использовать термин Gothic music, её представители называли себя панками. Чарльз Мюллер видит существенное сходство между панком и готикой в их общем отрицании современной действительности и своеобразном «эстетическом терроризме», однако замечает, что если панк выражал активный протест, то готическая субкультура оказалась, напротив, интровертированной, ориентированной не вовне, а вглубь, и делающей упор на пассивное неприятие окружающего мира. Отчасти это изменение было связано с разочарованием британской молодёжи в эффективности открытого бунта, а также с различиями в социальном положении представителей двух субкультур. Если панк получил широкое распространение среди пролетариев и люмпенов, то готик-рок (также зародившийся как «музыка рабочего класса») быстро приобрёл популярность у молодёжи среднего класса, для которой активный протест был просто невозможен. В психологическом плане готика выросла из глубокого пессимизма и неверия в собственное будущее этих молодых британцев. Увлечение мистикой и оккультизмом, распространившееся среди представителей субкультуры во времена расцвета «второй волны» готик-рока, также можно рассматривать как своеобразную форму социального протеста. Многие ранние готические альбомы (например, Seventeen Seconds The Cure) отчётливо выражают то глубокое отвращение, которое молодые люди того времени испытывали к режиму Маргарет Тэтчер; в то же время готические музыканты предпочитали просто описывать окружавшие их мрачные реалии, а не вкладывали в тексты политические призывы, как это делали панк-рокеры. Американский социолог Мэтью Бекер, однако, проводит соответствие между готической эстетикой и «левыми» или либеральными идеями — по его мнению, самоотождествление готов со всем «тёмным» можно рассматривать как форму неприятия политического консерватизма, поскольку именно в эпоху зарождения субкультуры правые политики активно использовали в своей риторике концепты «тьмы», «пессимизма» и «упадка», трактуя их в негативном ключе. Таким образом, считает Бекер, готы проявляли симпатию к оппозиционным силам (либералам, социалистам, анархистам и прочим «левым»). В то же время исследователь отмечает, что эта субкультура в целом аполитична. Джулия Уинден Фей, анализировавшая особенности общения между готами на тематических сайтах, сообщает, что они в массе своей не проявляют существенного интереса к событиям общественной или политической жизни, лишь изредка вступая между собой в дискуссии по узкому кругу тем — в основном по вопросам, связанным с феминизмом и сексизмом. Из тех поклонников готики, которые всё же интересуются политикой, большинство тяготеют к либерализму и умеренным левым движениям; симпатии к правым силам встречаются редко и носят маргинальный характер.

#### Психология и поведение
Как отмечает голландская исследовательница-социолог Агнес Яспер, в течение длительного времени изучавшая субкультуру методом включённого наблюдения, восприятие «готической идентичности» посторонними людьми и самими готами сильно различается (более того, Яспер подчеркнула, что для многих людей, фактически принадлежащих к субкультуре, характерен демонстративный отказ признавать себя готами). В конечном счёте само понятие такой идентичности оказывается размытым, нечётким. Никакого «готического мировоззрения» не существует — стержнем, вокруг которого центрируется субкультура, оказываются специфические «вечеринки, музыка, компания и одежда». Такую точку зрения разделяют и другие социологи, констатирующие, что готов могут объединять музыкальные вкусы и некоторые особенности поведения, но единых взглядов на мир они не имеют — вся их общность сводится к «клубам, музыке и внешнему виду». Поэтому готику следует воспринимать исключительно как сообщество людей, разделяющих определённые интересы, но ни в коем случае — как «культ», в котором присутствуют некие обязательные для всех его членов мировоззренческие установки.
В то же время Яспер считает главной психологической особенностью, в той или иной степени общей для представителей субкультуры, ощущение противопоставленности своего «малого» мира «большому», «коммерциализированному». Этим исследовательница объясняет и особенности образа, присущие готам, — провозглашение себя «мёртвым», находящимся «в подземелье» (англ. underground) выражает пассивный протест против господствующей массовой культуры. Часто эксплуатируемый образ вампира также может отражать антагонизм между «особенной» личностью и «обыденным» миром. С этой мыслью соглашается и Чарльз Мюллер, замечающий, что из представителей субкультуры, у которых он брал интервью, не нашлось ни одного, который не высказался бы неодобрительно о господствующих культурных стереотипах. Мотив фатального противоречия между индивидом и обществом вообще весьма характерен для музыкальных произведений, ассоциирующихся с готикой. Неудивительно, что готы склонны к изоляции от «большого» мира и не любят, когда он вторгается в их «малые» сообщества, — это выражается и в крайней «элитарности» тематических сайтов (по крайней мере, зарубежных), где новичку или постороннему крайне сложно адаптироваться, и в открытой неприязни к «туристам» — людям, проявляющим праздный интерес к субкультуре, но не принадлежащим к ней. Психологи описывают готов как «уединённых, молчаливых, подозрительных, серьёзных», «склонных к размышлениям» и «ранимых». Социологи также свидетельствуют о том, что сталкивались с существенными трудностями при проведении исследований — их респонденты проявляли себя как «дружелюбные, но весьма замкнутые» люди, и для интервьюирования или даже наблюдения за ними учёным приходилось сначала стать для них «своими». Отчасти причиной такого недоверия является традиционно неверное изображение субкультуры авторами «извне» — как заметила канадская журналистка и писательница Лииса Ладусёр, «вне зависимости от того, что мы [готы] говорим в интервью, масс-медиа всё равно в итоге выдают те же самые пустые стереотипы».
Подобная «закрытость» может своеобразно проявляться и внутри субкультуры — например, Эми Уилкинс, исследовавшая отдельно взятое сообщество американских готов, свидетельствует о том, что первым и основным правилом поведения среди них было уважение к личному пространству друг друга (к тем же выводам независимо от Уилкинс пришли и другие социологи). Многие представители субкультуры малообщительны. Мэтью Бекер добавляет, что при подчёркнуто негативном отношении к внешнему миру готы, тем не менее, не склонны к проявлению агрессии в реальной жизни. Ксенофобия для них тоже не характерна — среди готов преобладают европеоиды, но принципиальных препятствий для вхождения в субкультуру представителей других рас нет, а одним из главных этических принципов, соблюдаемых готами, является толерантность и уважение прав человека. Вопреки распространённым стереотипам, готы не лишены чувства юмора и вполне способны к здоровой самоиронии. В то же время им свойственно тщательное контролирование эмоций и поведения.

#### Социологические характеристики
Другой важный принцип, который можно рассматривать как элемент субкультурной этики, — уважение к любым формам самовыражения личности. Дэйв Симпсон, учёный из университета Сассекса, высказал предположение о том, что принадлежность к готам оказывает скорее положительное влияние на британскую молодёжь — по его мнению, в отличие от многих других субкультур, готическая поощряет интеллектуальное саморазвитие и способствует тому, чтобы её представители получали классическое образование. Симпсон заметил, что многие молодые готы склонны становиться веб-дизайнерами, программистами и журналистами. Его точку зрения поддерживают другие зарубежные социологи, которые свидетельствуют о том, что представители субкультуры часто преуспевают в сферах науки, искусства, социальной работы и IT-технологий, а среди их интересов преобладают литература, история и прочие гуманитарные дисциплины. Схожую точку зрения разделяют и некоторые российские исследователи, указывающие, что готы в большинстве своём законопослушны и толерантны, часто увлекаются поэзией, искусством и лингвистикой, оригинальны и проявляют интерес к художественному творчеству. Многие представители субкультуры сделали успешную карьеру в творческих профессиях — например, художница Виктория Франсес, фотограф Виона Илегемс, писательницы Кэтлин Кирнан и Ким Уилкинс, фотомодель Рэйзор Кэнди. Эстетизация окружающего мира для готов может служить формой протеста против обыденности или общепринятых ценностей.
Готическую субкультуру не следует рассматривать как исключительно молодёжную — к ней могут присоединяться как подростки, так и вполне взрослые люди, и какого-либо «верхнего возрастного порога» в ней нет. Сейчас в мире субкультура представлена людьми от 14 до 45 лет и старше. Многие взрослые готы, сохраняя пристрастие к характерному образу, при этом преуспевают в «обычной» жизни и обретают высокий социальный статус. При этом, однако, количество женщин старше 30 лет, по-прежнему считающих себя представительницами субкультуры, значительно ниже, чем число мужчин того же возраста, называющих себя готами. В целом расовый состав (преимущественно европеоиды), уровень образования (как правило, достаточно высокий) и интересы (искусство, литература и т. д.) представителей субкультуры соответствуют стандартам современного среднего класса. Некоторые исследователи даже называют готов консьюмеристами.

### Готы и религия
Явной связи между готической субкультурой и какими-либо религиозными течениями не выявлено. Готы могут исповедовать любую веру или не исповедовать никакой. Это проявляется и в музыке — наряду с группами, в творчестве которых важное место занимают оккультные и неоязыческие учения, например, Викка (Inkubus Sukkubus, Faith and the Muse) или Телема (Fields of the Nephilim, Merciful Nuns), существуют коллективы, открыто заявляющие о своей симпатии к христианству (The Awakening, Batzz in the Belfry). Антирелигиозные, в особенности антихристианские, мотивы не являются общими, но характерны для некоторых готических групп (преимущественно языческого или оккультного толка); среди ярчайших примеров — ранние Christian Death, Garden of Delight и Inkubus Sukkubus.
В большинстве своём готы являются атеистами или агностиками. Многие из них, однако, интересуются различными направлениями оккультизма — это увлечение распространилось внутри субкультуры примерно в середине 1980-х годов. Среди готов немало язычников и приверженцев Викки. Некоторые западные неоязычники даже предпринимают попытки совместить субкультурную эстетику с магическими практиками. Готы нередко проявляют интерес к «тайным» или «запретным» религиозным и оккультным течениям, в том числе к сатанизму, однако, вопреки устойчивому стереотипу, среди них почти не встречаются сатанисты или дьяволопоклонники. Приверженцы субкультуры могут самостоятельно совмещать элементы самых разнообразных духовных направлений, от христианства до древних языческих культов, получая в итоге эклектичные «индивидуальные религии» или «личные оккультные философии».
По мнению Джулии Уинден Фей, увлечение готикой может становиться для некоторых людей своего рода суррогатом веры, выступая в качестве замещения отсутствующих религиозных воззрений. Готы также могут противопоставлять свои убеждения религиозным, рассматривая их как своего рода «анти-религию».

### Гендер и сексуальность в готической субкультуре
Для представителей готической субкультуры (по крайней мере, в Западной Европе и США) характерны определённые тенденции в восприятии гендерных ролей и сексуальности.

#### Готическое восприятие женственности

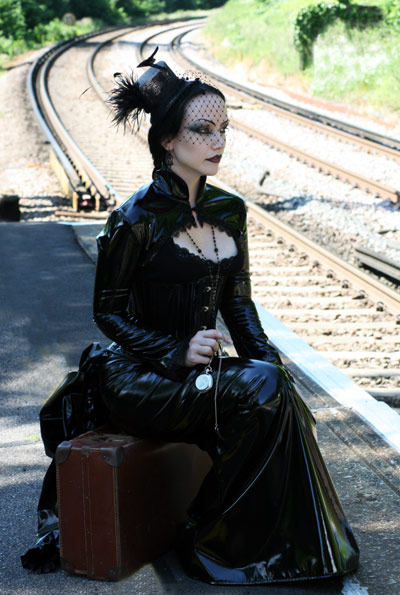
Внутри субкультуры сложились свои каноны женской красоты. На фото — готическая модель Леди Амарант

Большинство исследователей сходятся во мнении, что готическая субкультура в целом более ориентирована на женщин, нежели на мужчин. Согласно предположению Чарльза Мюллера, причиной, по которой готика с самого начала привлекла большое количество девушек, стало устойчивое предубеждение, согласно которому рок-музыка, фильмы ужасов и декадентская литература оказывали на женщин «дурное влияние»; в результате многие молодые британки присоединились к субкультуре, чтобы таким образом выразить своё неприятие господствующих в обществе стереотипов. К тому же готика всегда предоставляла женщинам больше возможностей для самовыражения, нежели остальные субкультуры, и была полностью свободна от сексизма. Для большинства готов обоих полов характерно положительное отношение к феминизму. Многие готические группы (например, Siouxsie and the Banshees) в своём творчестве уделяли внимание вопросам домашнего насилия, сексуальной эксплуатации и гендерного неравенства, явно выступая с феминистских позиций, и даже критиковали мусульманские обычаи, дискредитирующие женщин.
Доминирующая роль женщин в готической субкультуре позволяет им самоутверждаться и ощущать себя привлекательными, что не всегда доступно им в повседневной жизни. Кроме того, для готов характерно спокойное отношение к женской гомо- и бисексуальности, а также к активной роли девушек в сексуальных отношениях (в первую очередь к проявлению инициативы при выборе партнёра); таким образом, субкультурные нормы позволяют женщинам свободно реализовывать свои сексуальные стремления, табуированные или ограниченные доминирующей культурой.
Некоторые «готессы» придерживаются подчёркнуто эротизированного, даже вызывающего образа. Это характерно и для отдельных исполнительниц готической музыки — например, Дебры Фогарти из Diva Destruction. Такое акцентирование собственной сексуальности может поднимать самооценку женщины, однако в то же время превращает её в своеобразный «объект наблюдения» для мужчин, которые способны получать эстетическое удовольствие (или даже удовлетворять свои вуайеристские комплексы), просто разглядывая её.

#### Готическое восприятие мужественности
Представления о мужественности, распространённые среди готов, расходятся со многими принятыми в патриархальном обществе стереотипами. В частности, представителям субкультуры свойственно считать такие качества, как чувствительность, эмоциональность и даже сентиментальность, вполне допустимыми для мужчин, что идёт вразрез с навязываемым массовой культурой образом мачо. Как отмечает Чарльз Мюллер, голоса наиболее известных готических вокалистов — Эндрю Элдрича и Карла Маккоя — не создают впечатления силы и энергичности, зато звучат мрачно, театрально и (применительно к Маккою) «демонично». Мюллер также подчёркивает, что готы, почерпнув из панка идею протеста против общепринятых культурных норм, сделали основным объектом критики не политические и общественные отношения между людьми, а личные, в том числе сексуальные, — в результате существенным элементом субкультуры стало высмеивание патриархальных стереотипов, дискредитация традиционной точки зрения на мужественность.

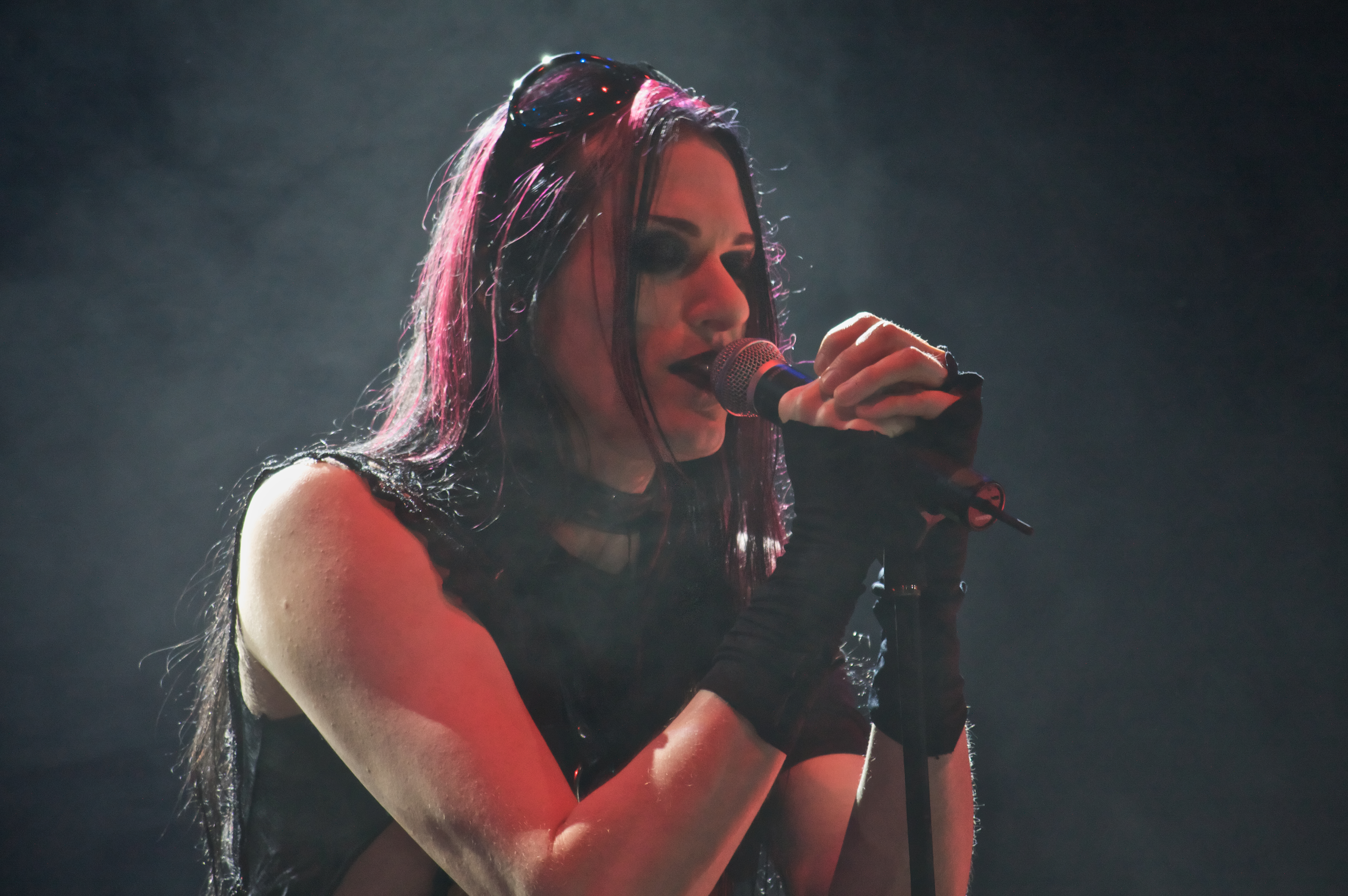
Некоторые известные готические исполнители используют андрогинный образ — например, Шон Бреннан, вокалист группы London After Midnight

Важным элементом готического образа была и остаётся андрогинность. Элементы андрогинной внешности использовались рок-музыкантами и их поклонниками и до появления готики — их применяли, чтобы эпатировать публику и создать впечатление гиперсексуальности — однако именно среди готов это явление получило особенное распространение и обрело новую трактовку. Так, Питер Мёрфи, один из музыкантов, заложивших традиции готического образа, создавая свой андрогинный образ, ориентировался на Дэвида Боуи и делал упор на измождённость и «бесполость». По мнению Чарльза Мюллера, в готической субкультуре андрогинность, во-первых, с самого начала имела принципиально иное значение, нежели для глэм-рокеров или металлистов, и тесно связывалась с тематикой смерти; во-вторых, она редко достигала абсолютной степени — использовались только отдельные её элементы, например, мужчины применяли косметику, но грань между собственно андрогинностью и трансвестизмом перешёл, пожалуй, только Розз Уильямс. В наши дни мужчины-готы могут носить предметы одежды, традиционно считающиеся женскими (например, юбки), при этом сохраняя явно гетеросексуальный образ и оставаясь привлекательными для противоположного пола. Некоторые «готессы» даже склонны рассматривать андрогинных партнёров как более привлекательных. Степень принятия традиционного понимания маскулинности может варьироваться в зависимости от конкретного стилевого направления, которого придерживается гот, — одни варианты образа более способствуют созданию андрогинного или «бесполого» образа, другие скорее ориентированы на подчёркивание мужественности.
С андрогинным типом внешности контрастирует другой, не менее распространённый среди мужчин-готов вариант внешности — образ «байронического», «рокового» аристократа, для которого характерны загадочность, сексуальность, внешнее изящество, высокомерие и цинизм; он тесно связан с концепциями демонизма, декадентства и дендизма эпохи Регентства.
Если в современном западном обществе привлекательность мужчины для противоположного пола может повышаться за счёт его статуса — личного богатства, престижной работы и т. п., то среди готов (особенно молодых) ту же функцию может выполнять значительная известность внутри субкультуры.

#### Специфика сексуальных взаимоотношений в готической субкультуре
Готы, как правило, отличаются высокой терпимостью по отношению к представителям сексуальных меньшинств и не склонны к гомофобии. В некоторых городах существуют замкнутые группы гомосексуальных готов обоего пола. Тем не менее, в большинстве своём представители субкультуры гетеросексуальны; однополые отношения встречаются гораздо реже и преимущественно имеют место среди женщин. Женская бисексуальность во многих локальных сообществах воспринимается как норма. Не встречают отторжения поклонники BDSM и разного рода нетрадиционных сексуальных практик, но для подавляющего большинства готов элементы садомазохизма, фетишизма, сексуального вампиризма и т. п. выступают лишь в качестве редких дополнений к общепринятым формам половой активности.
Готы склонны отвергать традиционные схемы построения взаимоотношений, ориентируясь исключительно на собственные ощущения и представления о комфорте; тем не менее, они обычно не отрицают романтической любви, а скорее расширяют её трактовку. Любовь и секс, как правило, чётко разграничиваются представителями субкультуры, которые допускают их существование в отрыве друг от друга. Так, некоторые готы склонны к полиамории, однако воспринимают её скорее как систему сугубо романтических отношений, сексуальная составляющая которых сведена к минимуму или отсутствует вовсе. Несмотря на то, что межличностные связи у готов могут принимать нетипичные для традиционного патриархального общества формы, основными ценностями для них остаются взаимная честность и открытость. По наблюдениям Эми Уилкинс, даже представители субкультуры, склонные к разного рода экспериментам, в конце концов приходили к построению моногамных отношений, построенных на романтической привязанности. Мужчины в готических парах часто бывают на несколько лет старше женщин. Обычная для господствующей культуры схема, согласно которой привлекательность мужчины определяется в первую очередь его статусом и интеллектом, а женщины — исключительно внешностью, на самом деле весьма распространена среди готов; различие заключается в том, что представления о «статусе» и «красоте» могут не быть тождественными общепринятым.
Важную роль играет специфическое восприятие гендерных ролей, направленное на достижение обоюдного комфорта, — например, когда мужчина-гот в соответствии с неписаными правилами этикета должен уважать личное пространство женщины и не может вторгнуться в него без явного приглашения, а женщина, в свою очередь, может свободно проявлять инициативу при знакомстве, риск попадания в неприятные ситуации значительно снижается для обоих. Многие «готессы» используют подчёркнуто сексуальный образ, не опасаясь при этом (вследствие принятых внутри субкультуры норм поведения) подвергнуться агрессии, — это позволяет им ощущать себя привлекательными и в то же время находящимися в полной безопасности.

## Критика

### Негативное освещение субкультуры в средствах массовой информации
Почти с самого начала существования готической субкультуры она подвергалась критике с различных позиций. Музыкальные журналисты в большинстве своём пренебрежительно отзывались о творчестве исполнителей, принадлежавших к новому направлению, — исключением стали разве что The Cure. В Британии, где панк-движение идеализировалось и героизировалось, «пассивный протест» готов стал объектом насмешек, а их эстетические принципы, увлечение декадансом и экспрессионизмом не нашли понимания. Некоторые журналисты обвиняли участников готических групп в том, что им «нечего сказать». Готы оказались словно «меж двух огней» — с одной стороны, популярная пресса отвергала их мрачность, с другой — издания, ориентированные на поклонников метал-музыки, высмеивали их недостаточную агрессивность. В США вплоть до середины 1980-х годов готическая музыка вообще практически не освещалась в прессе, а редкие публикации описывали её как разновидность нью-вейва. Всё это закономерно способствовало уходу готики в андеграунд. Хуже было то, что негативное отношение к субкультуре со стороны музыкальных критиков сформировало предубеждение и проникло даже в посвящённые ей научные работы.
Кроме того, эксцентричный внешний вид готических музыкантов вызывал отторжение у обывателей, в связи с чем для готов было весьма проблематично появляться в телевизионных программах, при помощи которых они могли бы повысить популярность и привлекательность субкультуры. К тому же владельцы телекомпаний быстро поняли, что на готах невозможно сделать высокие рейтинги. Ситуация изменилась в начале 2000-х годов, когда в США (главным образом) была развёрнута масштабная информационная кампания против готов, связанная с деятельностью группы Marilyn Manson, ошибочно причисленной к готическим, и трагедией в школе «Колумбайн» (подростки, расстрелявшие 37 человек, слушали индастриал-метал, который малограмотные американские журналисты перепутали с готик-роком). На самом деле между готической субкультурой и стрельбой в школах нет совершенно никакой связи, однако СМИ удалось сформировать стереотип, согласно которому все готы агрессивны и склонны к суициду. В американских школах и колледжах развернули настоящую травлю всех «нестандартно выглядящих» учащихся и студентов, которая принимала самые различные формы — от запрета посещать занятия до установления постоянного наблюдения и создания специальных «горячих линий»; до сих пор эта паника улеглась лишь частично. Подобное отношение к представителям субкультуры проникло и в кинематограф — в подавляющем большинстве случаев персонажи, позиционируемые как готы, в современных фильмах выступают как отрицательные, их образы призваны вселить в зрителя страх или отторжение.

### Обвинения со стороны общественности
Готическая субкультура постоянно попадает под огонь критики со стороны консервативной общественности. Отчасти это связано с мифами о готах, распространяемыми прессой, отчасти — с конфликтом «отцов и детей», отчасти — с неприятием обществом отдельных элементов субкультуры.
Одно из распространённых обвинений в адрес готики — пропаганда суицида. Первые сообщения о нападках на исполнителей готик-рока, будто бы романтизировавших самоубийство, относятся ещё к 1980-м годам. В песнях некоторых готических групп (а также групп, ошибочно причисляемых к готическим) темы депрессии, смерти, загробной жизни встречаются достаточно часто, и некоторые из текстов можно трактовать как одобрительно отзывающиеся о суициде. На формирование данного стереотипа повлияли и самоубийства некоторых известных деятелей готической музыки (например, Иэна Кёртиса и Розза Уильямса). Другой причиной такого обвинения стала привычка некоторых подростков, называющих себя готами, инсценировать попытку самоубийства. На самом деле такая практика не распространена среди настоящих взрослых готов, однако стереотип, согласно которому она общепринята, успел укорениться среди обывателей.
Является ли увлечение готикой причиной или следствием таких проблем, остаётся предметом споров. По мнению психологов, готика может привлекать людей с комплексами, психологическими проблемами, склонных к депрессии. При этом, согласно последним исследованиям, готическая субкультура даёт людям со склонностью к депрессии понимающее общество, облегчает их социализацию и, таким образом, может даже предотвращать суицид. Статистики, которая убедительно доказывала бы, что готы более склонны к самоубийству, нежели представители остальных социальных групп, в настоящее время нет. Готам действительно свойственно более пессимистическое отношение к жизни, чем большинству людей, и они могут ощущать себя менее счастливыми и более подверженными давлению со стороны общества, однако расхожее мнение, согласно которому они не ценят жизнь или не получают от неё никакого удовольствия, — не более чем миф. Некоторые исследователи склонны полагать, что готическая музыка, при всей своей мрачности, не только не ввергает её поклонников в депрессию, но и оказывает на них положительное воздействие — улучшает настроение, помогает почувствовать себя увереннее и комфортнее.
Обвинения в связи готики и сатанизма звучат в основном со стороны религиозных и околорелигиозных консервативных организаций. Некоторые ранние готические группы, например, Christian Death, открыто критиковали религию, что в 1980-е, на волне «сатанинской паники», вызывало ярость у представителей радикальных христианских кругов. Однако исследования показывают, что прямой связи между готикой и сатанизмом нет. Эта распространённая ошибка вызвана чаще всего атрибутикой готов, которую некоторые принимают за сатанинскую. Пресса порой приписывает ритуальные убийства, совершаемые дьяволопоклонниками, готам, за чем чаще всего следуют опровержения. На самом деле среди готов практически не встречаются ни сатанисты, ни дьяволопоклонники. По мнению большинства социологов, сама по себе готическая субкультура неагрессивна и не представляет опасности для общества, хотя отдельные её представители могут составлять исключение. Тем не менее, предубеждение по отношению к готам по-прежнему велико. Так, в 2007 году власти Глазго запретили членам местного субкультурного сообщества собираться возле Галереи современного искусства, поскольку сочли, что эти сходки «отпугивают туристов»; интересно, что при этом работы некоторых готов выставлены в самой галерее.
В России готическая субкультура также часто подвергается общественной критике, имеется даже прецедент попытки её «запрета» на государственном уровне — в июне 2008 года в Государственной думе рассматривалась «Концепция государственной политики в области духовно-нравственного воспитания детей в Российской Федерации и защиты их нравственности», в которой готы были приравнены к таким агрессивным субкультурам, как футбольные фанаты и наци-скинхеды. По мнению доктора социологических наук, профессора Елены Леонидовны Омельченко, такое восприятие готической субкультуры обусловлено отчасти неверным представлением о ней, отчасти страхом власти перед проявлением стремления молодых людей выделяться из общей массы, которое закономерно предполагает их выпадение из системы официальной идеологической пропаганды. Как указывает писатель Владимир Козлов, российские готы (или, по крайней мере, люди, которые себя так называют) постоянно сталкиваются в лучшем случае с осуждением и неприязнью, а в худшем — с прямой враждебностью и даже агрессией со стороны окружающих.
Подобные тенденции наблюдаются и в других государствах бывшего СССР. Например, в Узбекистане развёрнута информационная кампания против молодёжных субкультур вообще и готической в частности; готы, количество которых в стране не превышает двухсот человек, преследуются органами внутренних дел, и некоторые из них эмигрируют, чтобы избежать притеснений.

### Агрессия в отношении готов
В некоторых странах, в том числе считающихся развитыми, представители субкультуры подвергаются преследованиям и становятся жертвами преступлений на почве ненависти. Так, в 2006 году в Сан-Диего матрос Джеймс Бенхам получил тюремный срок за нападение на нескольких готов.
11 августа 2007 года группа хулиганов напала на двадцатилетнюю Софи Ланкастер и её друга Роберта Малтби. Девушка умерла в больнице. Двое нападавших получили пожизненные сроки за убийство, ещё трое были осуждены на несколько лет заключения. Судьи заявили, что преступление следовало бы квалифицировать как совершённое на почве ненависти, хотя на сегодняшний день агрессия в отношении представителей различных субкультур не включается в это определение. Убийство получило широкий общественный резонанс, был начат сбор подписей в поддержку расширения трактовки термина «преступление на почве ненависти»; обсуждение этого вопроса продолжается. В городке Уитби, где регулярно проводится готический фестиваль Whitby Gothic Weekend, был возведён памятник Софи Ланкастер. Действует общественное движение SOPHIE (англ. Stamp Out Prejudice, Hatred And Intolerance Everywhere — «Избавимся от предубеждения, ненависти и нетерпимости повсеместно»), названное в честь девушки и занимающееся пропагандой толерантности среди молодёжи. Поэт Саймон Армитидж написал в память о Софи цикл стихотворений «Чёрные розы», на основе которого позже была создана пьеса.
Тем временем сообщения о противоправных действиях, совершённых против готов, продолжают появляться. Летом 2011 года участники известной группы Nosferatu, находясь на гастролях в Германии, подверглись атаке со стороны агрессивных маргиналов, а в 2012 году в Эдинбурге было совершено нападение на 32-летнюю американку лишь потому, что её приняли за гота. Агрессию по отношению к готам могут выказывать представители криминальных или радикальных молодёжных субкультур, например, скинхеды или «оссы» в Эстонии.

## Комментарии
1. ↑  Обычно в готик-роке выделяют несколько «волн» (две или три), однако это разделение носит условный характер, и однозначной классификации не существует. Как правило, к «первой волне» относят коллективы Batcave и наиболее ранних готических исполнителей, ко «второй» — группы, пик активности которых пришёлся на период с 1985 по 1990 годы, а к «третьей» — большинство современных музыкантов, начавших свою деятельность в 1990-х или 2000-х годах.
2. ↑  Иногда те персонажи, в чьём облике используются элементы готического стиля, могут позиционироваться как отрицательные, однако зрителями воспринимаются с симпатией. По мнению Лорен Гудлед и Майкла Бибби, так произошло, например, с фильмом «Пропащие ребята», представленные в котором байкеры-вампиры вызвали у молодёжи гораздо больший отклик, нежели положительные главные герои.